# Marika Gombitová

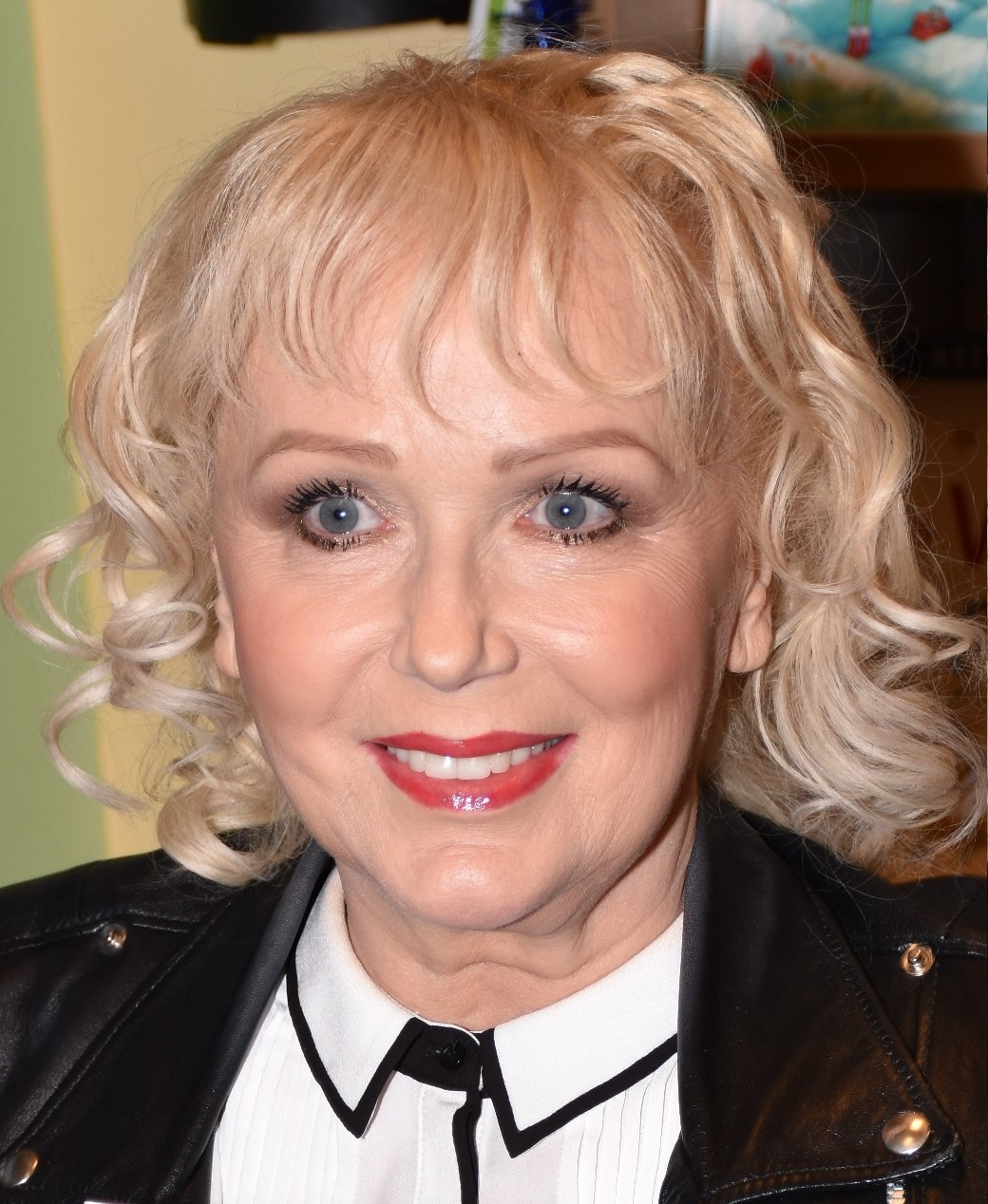
Marika Gombitová (2016)

Marika Gombitová (* 12. September 1956 in Turany nad Ondavou, Tschechoslowakei; eigentlich Mária Gombitová) ist eine slowakische Popsängerin und Komponistin. 

## Leben
Ende 1970er Jahre sang sie mit der Gruppe Modus und gewann 1977 zusammen mit Miroslav Žbirka und Janko Lehotský die Auszeichnung in Gold des Wettbewerbs Bratislavská lýra. Ihre Karriere wurde durch einen Autounfall auf einer eisigen Straße nahe Brünns am 30. November 1980 unterbrochen, seit dem Gombitová gelähmt ist. Sie kehrte nach einem halben Jahr vor die Zuschauer zurück. Ende der 1990er zog sie sich ins Private zurück. Ihre Lieder werden im slowakischen bzw. tschechischen Radio gespielt. Ihre Interpretation des Lieds Vyznanie (Das Bekenntnis) wurde 2007 von slowakischen Fernsehzuschauern zum Schlager des Jahrhunderts gewählt.

## Diskografie
Solo
- 1979: Dievča do dažďa (2003 – Wiederausgabe)
- 1981: Môj malý príbeh (2004 – Wiederausgabe)
- 1982: Slnečný kalendár (2004 – Wiederausgabe)
- 1983: Mince na dne fontán (2004 – Wiederausgabe)
- 1984: Marika No. 5
- 1986: Voľné miesto v srdci (1995, 2005 – Wiederausgabe)
- 1987: Ateliér duše (1996 – Wiederausgabe)
- 1990: Kam idú ľudia?
- 1994: Zostaň
- 1980: Rainy Day Girl
- 1984: My Friend the Tree
- 1985: Marika No. 5

Mit Modus
- 1979: Modus
- 1980: Modus – anglická verzia
- 1980: Balíček snov
- 1981: 99 zápaliek
- 1983: Záhradná kaviareň

Kompilationen
- 1998: Domáce Vianoce – PolyGram, CD – 12. Marika Gombitová, Richard Müller, Janko Lehotský und Vašo Patejdl – Snehové sypané

## Filmografie
- 1978: Smoliari – Hauptrolle (Alena Michalidesová)
- 1981: Neberte nám princeznú – Hauptrolle